# Junrey Balawing
Junrey Balawing, född den 5 april 1993 i Sindangan, död den 28 juli 2020 i Zamboanga del Norte, är känd för att med sina 59,9 centimeter upptagits i Guinness rekordbok som världens kortaste man. Detta rekord övertogs 2012 av den 54 centimeter långe Chandra Bahadur Dangi. Efter dennes död blev Balawing världens kortaste levande person. 

## Biografi
Balawing, som var son till en smed, slutade växa några månader efter födseln. En läkare har spekulerat i att Balawing kanske hade ett fel i sitt endokrina system eller att något gick snett under födseln. Balawing hade svårt att gå och orkade inte stå länge. Han hade en bror och två systrar i normal storlek. Hans föräldrar försökte få honom att gå till skolan, men drog sig tillbaka eftersom han ansågs distrahera de andra barnen. På sin 18:e födelsedag 2011 fick han titeln som världens kortaste man, innan Chandra Bahadur Dangi tog över året efter.